# Голомазов, Вениамин Акимович
Вениамин Акимович Голомазов (1 ноября 1918, Борисоглебск, Тамбовская губерния — 29 декабря 1997) — советский волейболист и тренер.

## Биография
Вениамин Голомазов родился 1 ноября 1918 года в городе Борисоглебск Тамбовской губернии (сейчас Воронежской области).
Участвовал в Великой Отечественной войне. Служил в 50-й отдельной корпусной авиационной эскадрилье, был младшим лейтенантом.
Играл в волейбол на позиции нападающего. Выступал за московские «Динамо» (1945), «Локомотив» (1946—1948) и «Спартак» (1949—1952). В 1945 году в составе «Динамо» стал чемпионом СССР.
Мастер спорта СССР (1948).
В 1950—1952 годах был играющим тренером московского «Спартака». В 1960—1961 годах тренировал мужскую команду московского «Динамо». Также был тренером московского ДСО «Энергия».
Заслуженный тренер РСФСР (1959).
Кандидат педагогических наук. Был доцентом, в 1964—1968 годах заведовал кафедрой спортивных игр Центральной школы тренеров Московского областного государственного института физкультуры.
Был председателем тренерского совета Федерации волейбола РСФСР.
Был автором учебно-методической волейбольной литературы, в том числе книг «Волейбол» (1954, 1955) и «Волейбол в школе» (1976, в качестве соавтора).
В 1947 году был актёром Московского театра оперетты.
Награждён орденом Отечественной войны 2-й степени (6 апреля 1985), медалью «За оборону Ленинграда», орденом Красной Звезды (21 мая 1940).
Умер 29 декабря 1997 года.